# Муллина, Ольга Юрьевна
Ольга Юрьевна Муллина (род. 1 августа 1992, Душанбе) — российская легкоатлетка, специализирующаяся в прыжках с шестом. Чемпионка России 2018 года. Многократный призёр чемпионатов России по лёгкой атлетике.

## Биография
Мама — Муллина Татьяна Владимировна. Отец — Муллин Юрий Михайлович. Брат — Муллин Вячеслав Юрьевич.
В 1998 году Ольга поступила в МБОУ «Прохоровская Гимназия» Прохоровского района Белгородской области. В 2008 году начала обучаться в Белгородском педагогическом колледже, закончила его с красным дипломом. В 2012 году поступила в Российский государственный университет физической культуры, спорта, молодёжи и туризма (РГУФКСМиТ). Окончив университет также с красным дипломом, в 2016 году продолжила обучение в нём в магистратуре на факультете психологии.

## Карьера

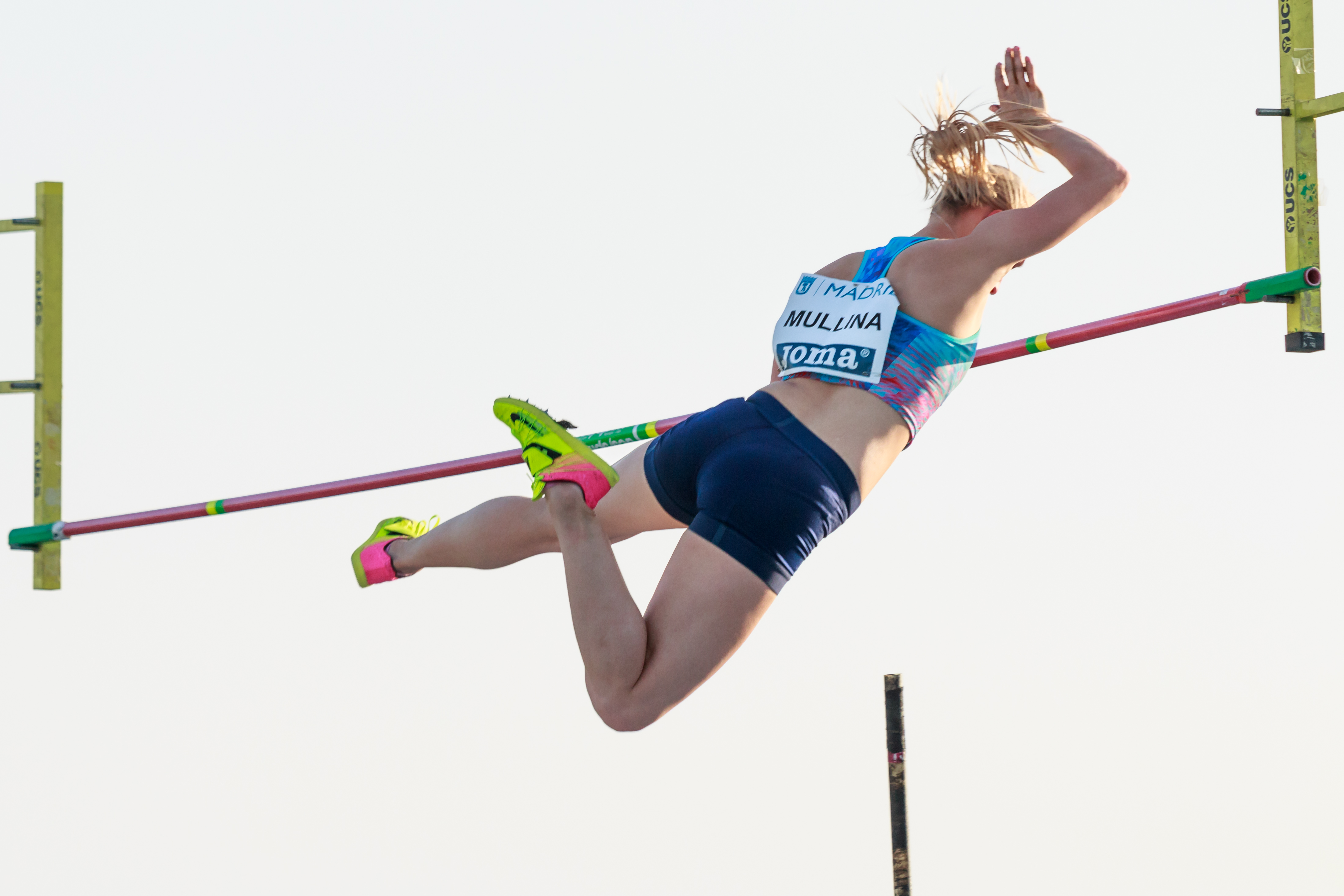
Ольга Муллина

В прыжки с шестом Ольга пришла в 2008 году, начинала тренироваться в Белгороде. Первый тренер — Валерий Юрьевич Кушкин. Из-за переезда в Москву в связи с поступлением в университет, Ольга перешла тренироваться к Михаилу Ильичу Кучеряну. С 2012 года в составе команды сборной России. Выступает за клуб «Трудовые резервы» МГФСО.
В 2015 году на Универсиаде заняла четвёртое место.
В 2017 году на чемпионатах России по лёгкой атлетике в помещении и на стадионе стала серебряным призёром.

## Основные результаты

### Международные
| Год  | Соревнования                 | Место проведения          | Место  | Результат |
| ---- | ---------------------------- | ------------------------- | ------ | --------- |
| 2015 | Универсиада                  | Кванджу, Республика Корея | 4      | 4,35 м    |
| 2017 | Чемпионат мира               | Лондон, Великобритания    | 8      | 4,55 м    |
| 2018 | Чемпионат мира в помещении   | Бирмингем, Великобритания | 9      | 4,60 м    |
| 2018 | Чемпионат Европы             | Берлин, Германия          | 11     | 4,30 м    |
| 2019 | Чемпионат Европы в помещении | Глазго, Великобритания    | 11 (q) | 4,50 м    |

### Национальные
| Год  | Соревнования                 | Место проведения | Место | Результат |
| ---- | ---------------------------- | ---------------- | ----- | --------- |
| 2012 | Чемпионат России             | Москва           | 12    | 3,80 м    |
| 2013 | Чемпионат России в помещении | Москва           | 6     | 4,30 м    |
| 2013 | Чемпионат России             | Москва           | 10    | 4,10 м    |
| 2014 | Чемпионат России в помещении | Москва           | 13    | 4,15 м    |
| 2014 | Чемпионат России             | Казань           | 7     | 4,35 м    |
| 2015 | Чемпионат России в помещении | Москва           | 4     | 4,60 м    |
| 2015 | Чемпионат России             | Чебоксары        | 3     | 4,35 м    |
| 2016 | Чемпионат России в помещении | Москва           | 3     | 4,60 м    |
| 2016 | Чемпионат России             | Чебоксары        | 3     | 4,65 м    |
| 2017 | Чемпионат России в помещении | Москва           | 2     | 4,60 м    |
| 2017 | Чемпионат России             | Жуковский        | 2     | 4,55 м    |
| 2018 | Чемпионат России в помещении | Москва           | 3     | 4,55 м    |
| 2018 | Чемпионат России             | Казань           | 1     | 4,65 м    |
| 2019 | Чемпионат России в помещении | Москва           | 2     | 4,50 м    |